# Ika Yuliana Rochmawati
Ika Yuliana Rochmawati, född 2 juli 1989, är en indonesisk bågskytt. Hon deltog vid olympiska sommarspelen 2008, 2012 och 2016.